# Marietta (Carolina del Nord)
Marietta és una població del Comtat de Robeson a l'estat de Carolina del Nord (Estats Units d'Amèrica).

## Demografia
Segons el Cens dels Estats Units del 2000, Marietta tenia 164 habitants, 60 habitatges i 43 famílies. La densitat de població era de 56,5 habitants per km².
Dels 60 habitatges en un 36,7% hi vivien nens de menys de 18 anys, en un 53,3% hi vivien parelles casades, en un 13,3% dones solteres, i en un 28,3% no eren unitats familiars. En el 23,3% dels habitatges hi vivien persones soles l'11,7% de les quals corresponia a persones de 65 anys o més que vivien soles. El nombre mitjà de persones vivint en cada habitatge era de 2,73 i el nombre mitjà de persones que vivien en cada família era de 3,23.
Per edats la població es repartia de la següent manera: un 26,2% tenia menys de 18 anys, un 7,3% entre 18 i 24, un 28% entre 25 i 44, un 26,8% de 45 a 60 i un 11,6% 65 anys o més.
L'edat mediana era de 40 anys. Per cada 100 dones de 18 o més anys hi havia 92,1 homes.
La renda mediana per habitatge era de 30.938 $ i la renda mediana per família de 50.417 $. Els homes tenien una renda mediana de 23.750 $ mentre que les dones 19.750 $. La renda per capita de la població era de 15.490 $. Entorn del 9,3% de les famílies i el 9,9% de la població estaven per davall del llindar de pobresa.

## Poblacions properes
El següent diagrama mostra les poblacions més properes.